# Joseph André Rogron
Joseph André Rogron (1793 – 1871) è stato un giurista francese.

Code de commerce, 1827
(Fondazione Mansutti, Milano).

Fu avvocato a Parigi e membro del consiglio dell'ordine forense. Lavorò anche come conservatore della biblioteca, pubblicando alcuni commentari ai codici francesi. Il primo nel 1824 sul codice civile e il secondo, l'anno successivo, sul codice commerciale, nel 1826 sul codice di procedura e infine nel 1827 sul codice penale. In seguito pubblicò anche altri commenti al codice della pesca fluviale, al codice politico, al codice rurale e a quello sulla caccia. Un esemplare della seconda edizione del commentario al codice di commercio, stampata a Parigi nel 1827, è conservato presso la Fondazione Mansutti di Milano.